# Peplometus chlorophthalmus
Peplometus chlorophthalmus är en spindelart som beskrevs av Simon 1900. Peplometus chlorophthalmus ingår i släktet Peplometus och familjen hoppspindlar. Inga underarter finns listade i Catalogue of Life.